# Giles Swayne
Giles Oliver Cairnes Swayne (Hertfordshire, Inglaterra, 30 de junio de 1946) es un compositor británico.

## Biografía
Swayne es primo de la compositora Elizabeth Maconchy. Su infancia transcurrió inicialmente en Singapur y Australia y más adelante en Liverpool. Comenzó a componer a los 10 años, apoyado por su prima. Se formó en el Ampleforth College y la Universidad de Cambridge, donde trabajo con Raymond Leppard y Nicholas Maw. Posteriormente fue discípulo durante 3 años de Harrison Birtwistle en la Royal Academy of Music. En el periodo 1976 - 1977 recibió clases de Olivier Messiaen en el Conservatorio de París. Entre 1990 y 1996 residió junto a su segunda esposa en Ghana donde desarrolló diversos proyectos musicales. A partir de 1996 se estableció en Londres.

## Selección de obras
- CRY, opus 27 para 28 voces solistas e instrumentos electrónicos. Estrenada en 1980.
- Magnificat, 1982
- Cuartetos de cuerda 1 – 3 (1971 - 1993)
- Goodnight Sweet Ladies para soprano y piano (1994 - 1995)
- The Silent Land, para violonchelo y coro, estrenada en 1998.
- HAVOC, para coro (1999)
- Le Nozze di Cherubino, ópera, estrenada el 22 de enero de 1985 en Londres.